# باول آدامز (لاعب رماية)
باول آدامز (بالإنجليزية: Paul Adams)‏ هو لاعب رماية أسترالي، ولد في 4 يونيو 1992.

## وصلات خارجية
- بول آدامز على موقع الاتحاد الدولي (الإنجليزية)
- بول آدامز على موقع اللجنة الأولمبية الدولية (الإنجليزية)
- بول آدامز على موقع أوليمبيديا (الإنجليزية)
- بول آدامز على موقع اللجنة الأولمبية الأسترالية (الإنجليزية)
- بول آدامز على موقع اتحاد ألعاب الكومنولث (مؤرشف) (الإنجليزية)